# Julie Driscoll
Julie Driscoll est une chanteuse de rock britannique, populaire dans les années 1960 et 1970.

## Biographie

### Jools
C'est parce qu'elle s'occupait du fan-club des Yardbirds que leur manager d'alors Giorgio Gomelsky prit en charge le début de la carrière de Julie Driscoll (née le 8 juin 1947 à Londres). Dès 1965/66, elle chantait dans le Steampacket, avec Long John Baldry, Rod Stewart, et Brian Auger. C'est avec cet organiste qu'elle allait former une équipe plus réduite à partir de 1967. Leur popularité gagna la France en 1968 avec des reprises comme Season of the Witch (de Donovan), This Wheel's on Fire (de Bob Dylan), ou le fameux Save Me de Aretha Franklin. La voix soul était d'une puissance rare chez une chanteuse blanche, et le grand charme de « Jools », plus les ondulations de son corps et de ses doigts, ajoutaient à la fascination.[réf. nécessaire]

### Julie Tippetts
En 1970, elle épouse le pianiste de jazz Keith Tippett, (qui joue avec King Crimson pendant la période 70/72) et se consacre désormais à des musiques plus expérimentales. Sous son nouveau nom de Julie Tippett(s), elle enregistre encore un ultime album de chansons Sunset Glow en 1975, mais participe surtout à des projets relevant davantage de l'improvisation, comme le Spontaneous Music Ensemble, le Centipede de K. Tippett, Ovary Lodge, Voice and the Ark. Elle participe aussi au Tropic Appetites de Carla Bley, au Theatre Royal Drury Lane de Robert Wyatt et à nombre de projets et ateliers moins connus.

## Discographie

### En tant que Julie Driscoll
- 1968 : Jools / Brian (avec Brian Auger)
- 1969 : Streetnoise (en) (avec Brian Auger & The Trinity)
- 1971 : 1969

### En tant que Julie Tippetts
- 1975 : Sunset Glow
- 1977 : Voice (avec Maggie Nicols, Phil Minton et Brian Eley)
- 1977 : Warm Spirits - Cool Spirits (avec Keith Tippett, Trevor Watts et Colin McKenzie)
- 1978 : Encore (avec Brian Auger)
- 1982 : Sweet And S'ours (avec Maggie Nicols)
- 1989 : Mr. Invisible and The Drunken Sheilas (avec Keith Tippett et Maggie Nicols)
- 1996 : Twilight Etchings (avec Keith Tippett et Willi Kellers)
- 1999 : Shadow Puppeteer
- 2002 : Fluvium (avec Martin Archer)
- 2005 : Mahogany Rain (avec Keith Tippett, Philip Gibbs et Paul Dunmall)
- 2005 : Live at The Priory (avec Keith Tippett et Paul Dunmall)
- 2007 : Viva La Black - Live at Ruvo (avec Keith Tippett, Louis Moholo et Canto Generàl)
- 2009 : Ghosts of Gold (avec Martin Archer)
- 2011 : Tales of Finin (avec Martin Archer)
- 2012 : Serpentine (avec Martin Archer)
- 2015 : Vestigium (avec Martin Archer)
- 2017 : Unraveling the Waterfall (avec Mark Wastell)
- 2022 : Illusion (avec Martin Archer)

### En tant qu'invitée
- 1974 : Tropic Appetites, Carla Bley
- un titre sur la réédition 2016 de Pour nos vies martiennes, Étienne Daho